# Jamika Ajalon
Jamika Ajalon est une poétesse, écrivaine et réalisatrice américaine. Elle est née à Saint-Louis et vit entre Londres et New York.
Elle se produit avec son groupe de musique sous le nom Jamika,.

## Biographie
Ses poèmes et nouvelles apparaissent dans de nombreuses anthologies et revues, notamment “Velocity” par Apples and Snakes, et "Kin", collection d’écrivains noirs et asiatiques par Serpents Tale. Ses courts métrages ont été projetés dans les festivals à travers l’Europe et les États-Unis, et elle a réalisé des œuvres pour Channel 4 au Royaume-Uni. Elle a également produit ses mélanges d’installations et d’improvisation visuelle et musicale en Autriche et en Angleterre. Actrice, elle tourna dans « Go Fish » en 1994, de la réalisatrice américaine Rose Troche.
En tant que musicienne, elle s’est produite dans le monde entier, de Chicago à Montréal (Festival de jazz de Montréal), en passant par Austin (South by South West Festival), New York, Londres (Cargo), Paris (La Cigale), l’Autriche et l’Afrique (Shrinemania tour en Ouganda) avec les Urban Poets, Tony Allen Band et The Shrine. Surtout, elle accompagne depuis plusieurs années le groupe de dub instrumental français Zenzile, sur scène et dans leurs enregistrements, après qu’ils lui ont consacré l’opus  "5+1 Zenzile meets Jamika". Elle est considérée comme la sixième membre de Zenzile.
Son premier album solo: "Helium Balloon Illusions" est sorti en France le 5 mars 2007 : un condensé d’influences mêlant le hip-hop à l’electro, le dub aux spoken words.

## Groupe

### Sur l'album "ReBooted" (sortie à l'automne 2021)
- Jamika Ajalon
- Nicklaus Rohrbach (guitares, basses et claviers)
- Emmanuel Demangeon (batterie et percussions)

### Sur l'album "Helium Balloon Illusions"
- Jamika Ajalon
- Jean-christophe Wauthier et Vincent Erdeven issus du groupe Zenzile
- Laurent Baron et Frank Bergere, fondateurs du duo électro EL BARON BRISSETTI.
- Nico Gallard ancien du groupe Lo'Jo
- Sur "Shanti lift" Vincent Ségal de Bumcello, également musicien de M
- Sur "Zeus" Kham Meslien

## Œuvre

### Musique
- Avec Zenzile (composition et chant)[1] :
  - 2000 - 5+1 Zenzile meets Jamika
  - 2001 - Sound Patrol
  - 2002 - Totem
  - 2003 - Zenzile and Jamika Meet Cello
  - 2005 - Modus Vivendi
  - 2007 - Living in Monochrome
  - 2009 - Pawn Shop
  - 2012 - Electric soul
- Solo :
  - 2007 - Helium Balloon Illusions
  - 2021 - ReBooted

## Filmographie
actrice
- 1994 : Go Fish

réalisatrice
- 1994 : Shades (10 min, expérimental)
- 1993 : Introduction to Cultural Skit-zo-frenia (13 min, expérimental)
- 1996 : Memory Tracks (8 min, expérimental)

## Sources